# Palais de justice de Monaco
Le palais de justice de Monaco (monégasque : Palaçi de Giüsti̍çia de Mu̍negu) est un bâtiment de la première moitié du XXe siècle situé à Monaco.

## Situation et accès
L'édifice est situé au no 5 de la rue Colonel-Bellando-de-Castro, juste à côté de la cathédrale Notre-Dame-Immaculée de Monaco, au sud-ouest du quartier de Monaco-Ville, et plus largement au sud-est de la principauté de Monaco.

## Histoire
La cérémonie de pose de la première pierre a lieu le 10 juin 1923 ; celle d'inauguration, le 2 avril 1930. Le palais de justice est élevé selon les plans de l'architecte Fulbert Aureglia,.

## Structure

### Intérieur
Selon l'article 9 de la constitution, « la religion catholique, apostolique et romaine est religion d’État ». Les salles d'audience sont ainsi ornées de symboles religieux, hérités des traditions de la principauté. On y trouve notamment des candélabres, des crucifix et des croix qui ne sont toutefois pas censés influencer une justice qui se veut laïque.